# Луїджі Маннеллі
Луїджі Маннеллі (італ. Luigi Mannelli, 21 лютого 1939 — 14 березня 2017) — італійський ватерполіст.
Олімпійський чемпіон 1960 року, учасник 1956 року.